# Tricentrus maculatus
Tricentrus maculatus är en insektsart som beskrevs av William D. Funkhouser 1938. Tricentrus maculatus ingår i släktet Tricentrus och familjen hornstritar. Inga underarter finns listade i Catalogue of Life.